# Paiyunnyap
Paiyunnyap (nep. पैयूँथानटाप) – gaun wikas samiti w zachodniej części Nepalu w strefie Dhawalagiri w dystrykcie Baglung. Według nepalskiego spisu powszechnego z 2011 roku liczył on 1347 gospodarstw domowych i 5041 mieszkańców (2950 kobiet i 2091 mężczyzn).